# Cerdans (Arbúcies)
Cerdans és un petit nucli de població que pertany al municipi d'Arbúcies, a la comarca de la Selva. Està centrat en l'església de Sant Cristòfol.

## Història
D'ençà del 878 es coneixen algunes referències al lloc de Cerdans gràcies als preceptes carolingis: «villaricello que dicitur Cerdanus». L'any 951 consta entre les propietats i béns del monestir de Santa Maria de Ripoll. El 1181 consta un acord al litigi que mantenien els capellans de Cerdans i els d'Espinelves per la possessió d'uns masos. En aquesta època passà a les mans d'una branca de la família Gurb però ja en el segle xiii els documents assenyalen que formava part de la batllia d'Arbúcies, sota domini i jurisdicció dels vescomtes de Cabrera.
El 1319 la parròquia fou cedida amb tota la demarcació i drets parroquials al monestir de Sant Llorenç del Munt. Durant el segle xiv fou regida per un canonge d'aquest monestir i al segle xv fou confiada a rectors veïns, sobretot d'Espinelves.
Els masos documentats en el segle XIII dins la parròquia de Cerdans eren: Puig Aguilar, Serrat, Martorell, Solà, Font, Mataró, Roig, Terrers, Palomeres, Castell i Castellet.
Cerdans formava part de la Batllia de n'Orri, del Vescomtat de Cabrera. A la fi del règim senyorial, el primer terç del S. XIX, es va incorporar a l'ajuntament constitucional d'Arbúcies; més endavant, el 1846, s'hi va unir Joanet. Actualment Cerdans correspon a la regió estadística (entitat singular de població) d'El Mataró.
La parròquia de Sant Cristòfol de Cerdans pertany al Bisbat de Vic.